# Botswana világörökségi helyszínei
Botswana területéről eddig két helyszín került fel a világörökségi listára, valamint hét további helyszín a javaslati listán várakozik a felvételre. 
| | Tsodilo sziklafestményei |
| Felvétel: 2001 |                          |
| Kulturális (I)(III)(VI) |                          |
| Hivatkozás: 1021, védett terület: 4800 ha, pufferzóna: 70 400 ha |                          |
| Az ország északnyugati részén fekvő Tsodilo-hegységben a Kalahári-sivatagból kiemelkedő sziklákra egy kisebb mint 10 négyzetkilométeres területen körülbelül 4500 rajzot készítettek. A képek alkotói a szan (busman) népcsoporthoz tartoztak, akik számára ez egy szent hely volt. A kutatások szerint a térség már a paleolitikum idején is lakott volt, az ember jelenlétének legrégebbi nyomait 100 000 évesre becsülik. A sziklarajzok évezredeken keresztül készültek, a legkorábbiak több ezer, a legkésőbbiek négyszáz évesek lehetnek. Az ábrázolások egy jelentős részét i. sz. 800 és 1300 közé datálják. A rajzok egy része olyan magasan van a sziklákon, hogy elkészítésükhöz mindenképpen állványt kellett használniuk. A képek többségén orrszarvúk, zsiráfok, antilopok, hosszúszarvú marhák (watusik), oroszlánok, vízilovak és halak jelennek meg. Ezek egy egykori tó jelenlétét és az itt élő állatvilág változatosságát bizonyítják. A képek egy része geometrikus ábrázolás, ezeket körülbelül ezer évesre becsülik, míg a csordákat ábrázoló rajzok feltehetően az i. sz. 6. század után keletkeztek, amikor a térségben meghonosodott az állattenyésztés. Egyes rajzok embereket, valamint hétköznapi tárgyakat ábrázolnak, például olyan kosarakat, amilyeneket a szanok a ma napig is használnak. |                          |

| | Okavango-delta |
| Felvétel: 2014 |                |
| Természeti (VII)(IX)(X) |                |
| Hivatkozás: 1432, védett terület: 2 023 590 ha, pufferzóna: 2 286 630 ha |                |
| Az Okavango-delta északnyugat Botswanában csaknem érintetlen mocsarakból és időszakosan elöntött árterekből áll. Az állandóan mocsaras rész megközelítőleg 600 000 hektáros az időnként elöntött füves ártér 1,2 millió hektáron terül el. A természetvédelem alá vont térség teljes nagysága 2 023 000 hektár, egy 2 290 000 hektáros puffer területtel. Egyike a nagyon kevés úgynevezett belső folyódeltáknak, amelyek nem tengerbe vagy óceánba ömlenek, hanem a szárazföld belsejében alkotnak kiterjedt, legyezőszerűen szétterjedő deltavidéket. A Okavango folyó jellegzetessége, hogy a száraz évszakban okoz áradásokat, így az itt élő növények és állatok ezekhez az áradásokhoz és az esős évszakhoz igazítják életritmusukat. A folyóvíz később a Kalahári-medence sivatagos talajába szivárog el. Ez Afrika harmadik legnagyobb deltatorkolata és legnagyobb belső folyódeltája. A deltában a tiszta víz és a kioldódó tápanyagok az egyébként száraz Kalahári-sivatag mellett lehetővé tették a változatos ökoszisztéma kialakulását. Az évenkénti áradások a száraz évszak közepén életbevágóan fontosan az itteni élővilágnak, valamint a vándorló állatok csordáinak, amelyek itató- és pihenőhelyként használják. A delta életteret nyújt több erősen veszélyeztetett állatfajnak is, mint a afrikai vadkutya, az oroszlán, a fehér orrszarvú, a fekete orrszarvú és a gepárd. A védett terület kevésbé fenyegetett állatai közé tartozik az afrikai elefánt, a bivaly, a zambézi mocsáriantilop, a víziló és a zebra. |                |

## Elhelyezkedésük
| Tsodilo sziklafestményei Okavango-delta |

## Javasolt helyszínek
| Név                                      | Kép | Típus      | Kritérium       | Év   | Link |
| ---------------------------------------- | --- | ---------- | --------------- | ---- | ---- |
| Közép-Kalahári Vadvédelmi Terület        |     | Vegyes     | V, VII, X       | 2010 | 5555 |
| A Chobe Nemzeti Park és a Linyanti-folyó |     | Természeti | IX,X            | 2010 | 5556 |
| Gcwihaba barlangok                       |     | Természeti | VII, VIII       | 2010 | 5558 |
| Makgadikgadi kultúrtáj                   |     | Vegyes     | V, VII, VIII, X | 2010 | 5559 |
| Mapungubwe kultúrtáj                     |     | Kulturális | II, III, IV, V  | 2010 | 5557 |
| Tswapong-hegység                         |     | Kulturális | V, VI           | 2010 | 5560 |
| Toutswemogala-dombi vaskori település    |     | Kulturális | II, III, IV     | 1999 | 1340 |